# Anna Laura Lepschy
Anna Laura Lepschy, nata Anna Laura Momigliano (Torino, 30 novembre 1933), è una linguista e storica della letteratura italiana.

## Biografia
Figlia di Arnaldo Momigliano e Gemma Segre, entrambi di origine ebraica, ha sposato Giulio Lepschy. Laureata al Somerville College di Oxford, ha diretto il dipartimento di italianistica dello University College di Londra. Studiosa dai molteplici interessi, ha offerto contributi sulla lingua, la letteratura e la cultura italiana dal Rinascimento al Novecento. Nel 2010 fu insignita della Serena Medal della British Academy.

## Opere principali
- The Italian language today (con Giulio Lepschy), London, Hutchinson, 1977; traduzione italiana La lingua italiana: storia, varietà dell'uso, grammatica, Milano, Bompiani, 1981, ristampato più volte nei tascabili[2]
- Tintoretto observed: a documentary survey of critical reactions from the 16th to 20th century, Ravenna, Longo, 1983; nuova edizione Davanti a Tintoretto: una storia del gusto attraverso i secoli, prefazione di Carlo Ginzburg, Venezia, Marsilio, 1998
- Narrativa e teatro fra due secoli: Verga, Invernizio, Svevo, Pirandello, Firenze, Olschki, 1984
- Varietà linguistiche e pluralità di codici nel Rinascimento, Firenze, Olschki, 1996
- L'amanuense analfabeta e altri saggi (con Giulio Lepschy), Firenze, Olschki, 1999